# Лангенау, Фридрих Карл фон
Барон (c 1827) Фридрих Карл Густав Август фон Лангенау (нем. Friedrich Karl Gustav August Freiherr von Langenau ; 7 ноября 1782, Дрезден — 4 июля 1840, Грац) — активный участник Наполеоновских войн, австрийский фельдмаршал-лейтенант (генерал-лейтенант; 1827), герой Лейцпигского сражения.

## Биография

### Происхождение и семья
Родился в 1782 году в Дрездене. Сын силезского дворянина, саксонского генерал-лейтенанта фон Лангенау и его жены, дочери прусского подполковника фон Паннвица. 

### На саксонской службе
В возрасте 13 лет поступил офицером в саксонскую армию (1795). Уже в 1796 году сражался против революционной Франции, воевал на Рейне. Затем участвовал в кампаниях 1807 и 1809 годов. К 1811 году фон Лангенау был саксонским генерал-майором, генерал-адъютантом короля Фридриха Августа I. С 1810 года он был заместителем начальника, а с 1812 года — начальником штаба саксонской полевой армии. Однако, фон Лангенау тяготился тем, что саксонский король, ранее сражавшийся против революционной Франции, заключил союз с Наполеоном.
Лангенау проделал кампанию 1812 года в качестве начальника штаба саксонского корпуса французской армии (который, собственно, и представлял собой всю саксонскую армию), под непосредственным командованием французского генерала Жана Ренье. Корпус Ренье сражался против Тормасова, а затем против объединённых сил Тормасова и Чичагова (Кобрин, Городечно, Волковыск). Несмотря на первое крупное поражение под Кобрином, в дальнейшем деятельность корпуса Ренье была более удачна, чем у главных сил армии: за десять дней до Березинской битвы он всё еще сохранял боеспособность и даже одержал под Волковыском победу над наступавшими силами Чичагова. За свою деятельность в ходе кампании Лангенау был награждён саксонским Военным орденом Святого Генриха командорской степени.
После возвращения саксонского корпуса из России, Лангенуа попытался от имени саксонского короля инициировать переговоры с Австрией. Для ведения переговоров, Лангенау отправился в Вену, где уже добился соглашения между указанными государствами, когда король Фридрих Август I, пойдя на попятную, не посмел отказаться поддерживать Наполеона. В то же время, Пруссия и Австрия с готовностью поддержали Россию и составили с ней новую антинаполеоновскую коалицию.

### На австрийской службе
Летом 1813 года Лангенау был принят на австрийскую военную службу генерал-майором, после чего был назначен генерал-квартирмейстером австрийской армии фельдмаршала Шварценберга, начальником штаба которой был фельдмаршал-лейтенант Йозеф Радецкий. 
В Дрезденском сражении 26 августа 1813 года начальник австрийской полевой артиллерии был тяжело ранен в начале боя, что грозило помешать правильному построению батарей. Лангенау вызвался заменить его и получил на это разрешение. Встав во главе батарей, он управлял ими так успешно, что австрийским огнём были полностью разбиты две важных французских артиллерийских позиции, что обеспечило австрийцам успех наступления.
Таким же образом Лангенау отличился и в Лейпцигском сражении, где начальник австрийской полевой артиллерии не смог самостоятельно контролировать и руководить расстановкой орудий на столь обширном поле боя. Лангенау взял на себя руководство батареями центра и левого фланги, а когда увидел, что отдельные батареи слишком сильно страдают от огня французских батарей, то объединил по своему усмотрению некоторые из них в так называемые большие батареи, сумев с их помощью подавить батареи противника. В последний день сражения (18 октября 1813) Лангенау перед рассветом во время рекогносцировки обнаружил, что французская армия полностью отошла с позиции перед Вахау. Он доложил об этом австрийским военачальникам Коллоредо и Гардеггу, которые провели на этом направлении своевременную и решающую атаку. На поле боя под Лейпцигом Лангенау был награжден командорским крестом ордена Леопольда и русским орденом Святой Анны I степени. 
Лангенау руководил австрийской полевой артиллерией и в сражении при Хоххайме 9 и 10 ноября 1813 года, где вновь успешно подавил огонь французских батарей.
В 1815 году Лангенау, находившийся на австрийской службе только три года, был награждён австрийским орденом Марии-Терезии, благодаря блестящим аттестациям, которые дали ему старшие австрийские военачальники: Шварценберг, Радецкий, Бианки (Бьянки), Гардегг и Дьюлаи. 
В том же году Лангенау был назначен генерал-квартирмейстером австрийской армии на Верхнем Рейне, а затем участвовал в работе Венского конгресса, где консультировал канцлера Меттерниха по саксонским вопросам. По предложению Меттерниха, Лангенау в 1818—1829 годах работал во Франкфурте австрийским представителем и председателем Главной военной комиссии Бундестага Германского союза, где разработал основные принципы строительства немецких крепостей. Почётный шеф австрийского 49-го пехотного полка (1824), камергер австрийского императора (1825), фельдмаршал-лейтенант (1827). В том же 1827 году фон Лангенау с нисходящим потомством был возведён в баронское достоинство. 
В дальнейшем, продолжая службу в австрийской армии, фон Лангенау занимал ещё ряд важных тыловых военных должностей в Венгрии и Галиции. В 1839 году он был назначен командующим военным округом с центром в Граце, и, находясь в этой должности, скончался уже в следующем году. 
Его сын, Фердинанд фон Лангенау (1818—1881), был генералом от кавалерии и австрийским послом в Российской империи в 1871—1880 годах.